# Stazione di Lazzaretto-Risano
La stazione di Lazzaretto-Risano (in sloveno Lazaret-Rižana) era una fermata ferroviaria posta lungo la ex linea ferroviaria a scartamento ridotto Trieste-Parenzo chiusa nel 31 agosto 1935 . Era al servizio dei comuni di Lazzaretto e di Risano.